# Sneguročka (opera)
Fanciulla di neve (fiaba di primavera) (in russo Снегурочка (весенняя сказка)), è un'opera in quattro atti e un prologo di Nikolaj Rimskij-Korsakov, basata sull'omonimo dramma di Aleksandr Ostrovskij, che fu rappresentato per la prima volta nel 1873, con musiche di scena di Čajkovskij. Era l'opera prediletta di Rimskij-Korsakov.

## Storia della composizione
Rimskij-Korsakov lesse per la prima volta Sneguročka di Ostrovskij nel 1874, senza che gli piacesse particolarmente. Nell'inverno 1879-80 il compositore, che nel frattempo aveva sviluppato un grande interesse per il folclore russo e le sue antiche leggende pagane, lesse nuovamente il dramma, che questa volta lo impressionò al punto da fargli nascere il desiderio di usarlo come soggetto per un'opera lirica. In occasione di un suo viaggio a Mosca, Rimskij-Korsakov fece visita ad Ostrovskij per chiedergli il permesso di usare il suo testo, con gli adattamenti del caso, per il libretto dell'opera, e questi acconsentì. Al suo ritorno a San Pietroburgo, il compositore si mise subito al lavoro e continuò alacremente la scrittura dell'opera durante il suo soggiorno estivo a Stelëvo, tanto che il 12 agosto l'abbozzo era stato completato. Dal 7 settembre 1880 al 26 marzo 1881 fu eseguita l'orchestrazione. La storia tratta dell'opposizione delle forze eterne della natura e fa interagire personaggi fantastici e semileggendari (Nonno Gelo, la Primavera, lo spirito dei boschi Lešij, Sneguročka, lo zar Berendej...) con personaggi reali (Kupava, Mizgir'...). Il compositore si sforzò di distinguere musicalmente i vari gruppi, e diversi singoli personaggi sono associati ad un leitmotiv. Inoltre Rimskij-Korsakov caratterizzò gli abitanti del villaggio con melodie popolari. La prima rappresentazione ebbe luogo al teatro Mariinskij di San Pietroburgo il 29 gennaio (10 febbraio) 1882, diretta da Eduard Napravnik, e fu un successo. Nel 1898 il compositore completò la revisione dell'opera, nella versione oggi nota. 

## Trama
L'azione si svolge nella terra degli abitanti del villaggio di Berendeev, in epoca preistorica.

### Prologo
Sulla Collina Rossa. La quindicenne Sneguročka vuole vivere con la gente del vicino villaggio di Berendeev, ed i suoi genitori, Nonno Gelo e Bella Primavera, le permettono di farsi adottare da Bobyl' Bakula e sua moglie.

### Atto I
Nel villaggio di Berendeev, sull'altra riva del fiume.
Sneguročka è incantata dalle canzoni di Lel', ma si rattrista quando egli se ne va con alcune ragazze. Kupava entra ed annuncia il suo matrimonio con Mizgir'. La cerimonia viene celebrata, ma Mizgir' nota la Sneguročka, ne resta molto colpito e le chiede di amarlo. Kupava espone questo affronto agli abitanti del villaggio, che le consigliano di rivolgersi allo zar per avere giustizia.

### Atto II
Nel palazzo dello zar Berendej. Kupava si lamenta di Mizgir' davanti allo zar Berendej, che decide di cacciare Mizgir' nella foresta. Queste deliberazioni sono però interrotte dalla comparsa di Sneguročka. Lo zar le chiede chi ella ami, e lei risponde: "Nessuno". Lo zar dichiara che chi riuscirà a conquistare il cuore di Sneguročka, l'avrà in sposa ed avrà una ricompensa da lui stesso. Sebbene le ragazze presentino Lel' come l'aspirante migliore, Mizgir' giura che avrà il cuore di Sneguročka. Lo zar acconsente alla sfida ed il popolo canta in suo onore.

### Atto III
La sera stessa, nella foresta. Il popolo si diverte con canzoni e danze. Lo zar invita Lel' a scegliere una ragazza. Nonostante le speranze di Sneguročka, egli bacia Kupava e se ne va con lei. Sneguročka, sola e sconsolata, si chiede perché Lel' l'abbia rifiutata. All'improvviso appare Mizgir', che cerca ancora una volta di conquistarla. Spaventata dalle sue parole, la giovane scappa, ma Lešij, lo Spirito dei boschi, inganna Mizgir' e gli fa inseguire un fantasma, invece della vera Sneguročka. Lel' e Kupava entrano, dichiarando il loro amore reciproco. Sneguročka li trova e, vedendo la loro felicità, desidera infine di avere la capacità di amare.

### Atto IV
Nella valle del dio Jarilo, all'alba del giorno dopo. Sneguročka chiama sua madre, Bella Primavera, che appare da un lago circondata di fiori. La Primavera dà alla figlia una ghirlanda e la ammonisce di stare lontana dalla luce del sole, poi con il suo seguito se ne torna in fondo al lago. Prima che Sneguročka possa tornare al riparo nella foresta, appare Mizgir'. Incapace di resistere oltre, la giovane gli dichiara il suo amore. Gli abitanti di Berendeev giungono a coppie di sposi per celebrare il giorno di Jarilo. Di fronte allo zar, Mizgir' presenta Sneguročka come sua sposa. Mentre lei dichiara il suo amore per Mizgir', appare un raggio di sole e Sneguročka pronuncia il suo addio: la potenza dell'amore è la causa della sua fine. Tra lo stupore del popolo, lei si scioglie, e l'inconsolabile Mizgir' si annega nel lago. Lo zar riesce a calmare il popolo inorridito, spiegando che questo evento ha posto fine all'inverno lungo quindici anni che era loro capitato. Il popolo eleva quindi un inno festante a Jarilo.

## Opere derivate
Rimskij-Korsakov ricavò una suite dall'opera così composta:
1. Introduzione
2. Danza degli uccelli
3. Processione dello zar Berendej (Corteo)
4. Danza dei giullari